# Salonmusik
Salonmusik betegner en musikgenre, som er præget af lettilgængelighed, ofte sentimentalitet og ofte udføres med en vis virtuositet. Salonmusikken kræver ikke som den klassiske koncertmusik opmærksomhed og koncentration hos publikum, men har ofte præg af baggrunds- eller hyggemusik.
Genren har sin oprindelse i det 19. århundrede, efterhånden som den udskilte sig fra den klassiske traditions musik og nåede ind i det bedre borgerskabs hjem ("hjemmene med klaver"). Her gaves der nu muligheder for dels at bruge musikken, fremført af professionelle, til underholdning af gæster, dels at udøve musik.
Salonmusikken består bl.a. af bearbejdning af opera- og operettemelodier som fastholdelse af teateroplevelser, iørefaldende småstykker af kendte komponister og poetiske instrumentalnumre, der søger at fortælle en historie eller skabe en særlig stemning. Genren spænder over både værker, der kan tåle opførelse i en koncertsal, og numre af begrænset kunstnerisk kvalitet. Det er også betegnende, at genren både rummer værker, der stiller krav til stor virtuositet hos udøveren, og numre, som kan fremføres af amatører.
Indbegrebet af salonstykker er numre som Jomfruens bøn af Tekla Bądarzewska, Leander Fishers La Fauvette, caprice élégant for piano og Gustav Langes Edelweiss-Idylle.
Fra slutningen af det 19. århundrede rykkede salonmusikken ind som underholdning i cafeer og hotelfoyerer, ofte i små ensembler med klaveret som det dominerende instrument. Radioen og grammofonen trængte efterhånden salonmusikken tilbage for at give plads til andre former for let underholdningsmusik.
Gennem de seneste årtier har anerkendte musikere genoplivet den historiske salonmusik med CD-udgivelser. Nævnes kan fx det tyske Salonorchester Cölln og den svenske pianist Lars Roos. Endvidere har en del salonstykker overlevet i albums til musikundervisningen.